# A Way to the Underworld
A Way to the Underworld è un cortometraggio muto del 1913 diretto da J. Searle Dawley e Walter Edwin.
Nono episodio del serial What Happened to Mary?, considerato il primo serial della storia del cinema girato negli Stati Uniti.

## Trama
Mary, aiutata da John Willis, testimonia in tribunale contro Richard e Henry Craig, processati per appropriazione indebita di fondi bancari. Giudicati colpevoli, vengono condannati a dodici anni di reclusione e Richard, furioso contro la nipote, giura vendetta. Poco dopo, riesce a comunicare con il figlio che si trova in una cella vicina alla sua: tra un paio di settimane, Mary avrà ventun anni, ma se non si presenterà a reclamare la propria eredità, il denaro passerà tutto a Henry. Quindi bisogna trovare il modo di toglierla di mezzo. A tal fine, Richard scrive a Billy Peart, l'uomo che ha allevato Mary sull'isola dei pescatori. Peart, spinto da un premio di diecimila dollari, si presenta subito in carcere. Mentre la guardia gira lo sguardo, Craig gli spiega cosa deve fare con Mary. Peart la va a cercare nell'ufficio dove lavora come stenografa, ma scopre che si è licenziata. Tuttavia riesce a trovare il suo indirizzo e la chiama. Mary è sbalordita nel vederlo, ma nel contempo è molto affabile. Peart dichiara di stare male e le chiede di accompagnarlo dal medico. Quando si trova in strada, però, rifiuta di fare un altro passo, lamentando grandi dolori. L'autista di un'auto che si trova lì vicino si offre di portarli da un dottore e Mary, ignara della trappola, sale tranquillamente con Peart. Invece che dal medico, viene portata nella casa di Pert, dove viene chiusa in una stanza che si trova almeno a sei metri di altezza dal marciapiede. Non perdendosi di coraggio, Mary fa una corda con le lenzuola e si cala dalla finestra. Poi scappa, inseguita da Peart che si è accorto della sua fuga. Trova finalmente rifugio in una delle sedi dell'Esercito della Salvezza.

## Produzione
Il film fu prodotto dalla Edison Company.

## Distribuzione
Distribuito dalla General Film Company, il film - un cortometraggio in una bobina - uscì nelle sale cinematografiche statunitensi il 28 marzo 1913.